# Герб Гояса
Герб штату Гояс — геральдичний символ та один з офіційних символів бразильського штату Гояс.

## Геральдичний опис
Герб Гоясу був створений Луїсом Ґауді Флері та після деяких змін був прийнятий урядом тодішнього президента штату Жоао Алвеса де Кастро через Закон № 650 від 30 липня 1919 року. Статтею 4 закону герб визначався таким чином:

- Щит у формі серця символізує штат, який вважається серцем Бразилії.
- Пейзаж у верхній частині щита символізує територію, відведену під майбутню федеральну столицю.
- Зразок великої рогатої худоби, який можна побачити на згаданому пейзажі, є прикладом нашого основного виробництва. Рисовий кущ, кавова гілка, стебла тютюну та цукрової тростини, які увінчують і оточують серце щита, також свідчать про інші важливі виробництва в штаті.
- Жовте поле з червоним діамантом дає уявлення про мінеральні багатства Гоясу. На блакитному полі щита зображена комета Бієла, що уособлює прекрасну Арагуаю, в тій точці свого шляху, де, розпадаючись надвоє, вона утворює острів Бананал.
- Жовті кільця, що оточують серце у вертикальному напрямку, та два інших такого ж кольору і темне проміжне кільце в горизонтальному напрямку символізують три основні басейни штату: Амазонки, Платини та Францискани, а також дванадцять основних річок штату, що протікають на південь: Сан-Маркос, Веріссіму, Корумба, Мейя-Понте, Ріу-дус-Буас, Ріу-Клару, Ріу-Вердінью, Корренте, Ріу-Апоре, Сукурі, Верді і Пардо.
- Пластина, з якої починається полум'я, в нижній частині щита, нагадує нам про історичний факт відкриття Гоя, коли Бартоломеу Буено, підпаливши бренді, стримав, за легендою, войовничу лють язичників Гоя.

Веб-сайт цивільної поліції Гоясу також надає таке альтернативне значення для державного герба:
"Центральна фігура складається з серця, що символізує центральне положення штату в серці країни, оперезаного кільцями, що представляють, по горизонталі, три основні басейни штату - Амазонки, Платіни і Франсіски - і, по вертикалі, 12 основних річок штату, які течуть на південь: С. Маркос, Веріссімо, Корумба, Мейя-Понте, Буа, Кларо, Вермелью, Корренте, Апоре, Сукурі, Верде і Пардо. У верхній частині серця зображено пейзаж, що представляє сільське середовище, з силуетом бика, що позначає сільськогосподарський потенціал Гоа. Власне, сільськогосподарський потенціал виражають також гілки тютюну, кукурудзи, рису, кави та цукрової тростини, які оточують і увінчують центральну фігуру герба. Нижня частина складається з жаровні старателя і полум'я вогню, яким Бартоломеу Буено лякав індіанців, погрожуючи підпалити води річки. У нижній лівій частині серця зображена комета Бієла, що символізує річку Арагуаю, а праворуч - червоне на жовтому полі, що діамантом символізує  знайдене тут золото".
З появою Estado Novo Федеральна конституція від 10 листопада 1937 року скасувала всі державні та муніципальні символи на користь національних символів. Герб Гоясу було відновлено лише через 10 років через Конституцію штату 1947 року.